# Штайр-Ланд
Бецирк Штайр-Ланд — округ Австрійської федеральної землі Верхня Австрія. 
Округ поділено на 21 громаду.
- Адльванг
- Ашах-ан-дер-Штайр
- Бад-Галль
- Дітах
- Гафленц
- Гарштен
- Гросрамінг
- Лаусса
- Лозенштайн
- Марія-Нойштіфт
- Пфарркірхен-бай-Бад-Галль
- Райхрамінг
- Рор-ім-Кремшталь
- Шидльберг
- Зірнінг
- Санкт-Ульріх-бай-Штайр
- Тернберг
- Вальднойкірхен
- Веєр
- Вольферн

## Демографія
Населення округу за роками за даними статистичного бюро Австрії

## Виноски
1. ↑  Statistik Austria

| Австрія | Це незавершена стаття з географії Австрії. Ви можете допомогти проєкту, виправивши або дописавши її. |